# 国民革命军第207师
国民革命军第207师，为青年军独立师，1944年10月组建，1948年11月2日在沈阳被歼灭。

## 历史
1944年9月昆明防区司令杜聿明从第五军抽调干部为基干在曲靖大营房组建第207师，1945年元旦正式成立。7310人，师长方先觉中将，副师长李修业少将，参谋长陈大云少将。师直属部队全部驻昆明全部是云南从軍青年；其他三个团是从陕西空运到沾益后转曲靖。 这三个团的从军学生，一部份是流亡学生、大部是陕西学生。
- 第619团 驻曲靖大营房 团长张越群少将,
- 第620团 驻三保镇,团长庞少将
- 第621团 驻曲靖大营房 团长傅宗良少将
- 105mm榴弹炮炮兵营
- 75mm山炮炮兵营
- 工兵营
- 辎重营
- 特务连
- 搜索连
- 卫生队
- 无线电队

每团编制3个步兵营、迫击炮1连、37mm或者57mm反坦克炮1连、特务排、卫生队各1；营辖3个步兵连与1个机炮连。装备有冲锋枪约1080支，卡宾枪约540支，M1步枪约4500支，重机枪72挺，轻机枪约270余挺，火焰喷射器约27个，60mm迫击炮约170门，81mm迫击炮约36门，75mm山炮12门，105mm榴弹炮12门。
1945年4月编入新六军。方先觉是黄浦三期生又是第八军老军长，不可能去给廖耀湘当师长，才由当过第五军参谋长后任第49师、第200师师长的罗又倫于1945年4月5日继任第207师师长。抗战胜利后，自云南曲靖出发汽车运输东行三千里到达湖南长沙；由长沙以火车及民船，水陆并进运到汉口；由汉口分乘轮船至上海；在上海换上皮衣，坐上诺曼地的登陆艇，赴河北省秦皇岛登陆；转乘北宁路火车，出了天下第一关山海关，随同新六军进入东北。经沟帮子进驻盘山。1946年5月下旬随国军攻克四平，第207师一举收复东丰、西安（今辽源）、海龙、磐石、桦甸、金川等六县，俘虏数以千计，战力到达登峰之时，青年兵复员的时间也到了。全国青年军八个师都已复员了，唯独第207师仍在东北战场作战。师长罗友伦在六个月内，完成第一期青年军人的复员退伍，招收东北知识青年当士兵接替，从此第207师的全部青年士兵均为东北人，基层干部都是西北入伍的青年军人，关内关外打成一片。
1946年9月扩编为二旅六团的整编师。1946年9月第207师傅宗良第1旅为基干编成第三快速纵队，罗友伦兼任纵队司令官，师长罗友伦带第一旅暨第三快速纵队进关驰援华北战场，驻居庸关，隶属北平行辕，支援国军进攻张家口作战。1946年9月末，东北国军打破停战令，发起对南满与北满进攻的前夕，东北民主联军命令辽东军区第三纵队切断中长铁路，首先攻克西丰县城，求得歼敌一部，然后西进威远堡，进攻新开原、老开原，拦腰切断中长铁路，牵制和拖住国军使其不能北上进犯哈尔滨。207师工兵营单独据守辽宁西丰县城，方在办理第一期青年兵复员退伍之际，10月2日21时突遭东北民主联军第三纵队第九师围攻，战至10月4日晨，县城守军860余人被全歼，207师工兵营营长周民强阵亡，其中毙伤300余名，缴获轻机枪40余挺，重机枪4挺，六零迫击炮5门，冲锋枪30余支。1947年初由华北返回东北，在四保临江战役第二次临江保卫战中，归第五十二军指挥，207师由新宾出发在二线配合第195师的进攻作战。1947年2月7日，207师第二旅第三团（团长张勋）增援在高丽城子被围歼的第195师，于柳河县三源浦，遭第三纵队的第七、九师先头部队的堵击；2月8日中午，共军两个师大部队赶到发起围歼，207师第二旅第三团（缺一个营）及保安团被歼1670人（其中毙伤200人，俘虏1470人），第二营营长邰孝钦阵亡。1947年5月，第三快速纵队更名为东北保安司令长官部第二快速纵队。1947年5月22日五十二军撤出通化向沈阳转进，第四纵队的第十一、第十二两师，沿通化至新宾公路，追击至欢喜岭附近，207师决心以奇袭欢喜岭之敌，命第一团团长李定，率步兵两营、山炮一连，以汽车输送至三棵榆树，利用夜暗秘密迂回至敌军侧背。时值拂晓，敌军正在河边洗涤，炮兵猝然轰击，步兵发起包围攻击，敌军在毫无预警之下，惊惶万状，四散逃走，是役俘虏敌军一千三百余人、步机枪八百余枝，迫炮十八门。在今通化县三棵榆树镇欢喜岭村东侧200米处建有无名革命烈士墓，安葬东北民主联军第四纵队第12师某连正在河边洗衣服时遭到袭击牺牲的连长以下7人。
1947年7月三旅九团制，加上炮兵团、补充团，約35,000人，80多门炮。1947年7月扩编的第3旅，旅长为刘少峰、许万寿。下辖第7、8、9三个步兵团和一个炮兵团。从该炮兵团一个连于1947年10月19日在营盘被歼灭
1947年东北秋季攻势中，207师布防态势：
- 第1旅位于抚顺的浑河以北地区布防
  - 旅部于10月11日由下章党撤回抚顺城
  - 二团、三团分别驻守在抚顺城、前甸、章党、三家子（今属大柳乡）等地
  - 一团团部（团长许万寿上校）率领曾天曙、王富仁两营7个步兵连，1个反坦克炮连、1个山炮连分别驻在营盘、二伙洛、关门山（今属哈达镇）、南杂木等地
- 第2旅负责浑河以南的抚顺市区及搭连嘴子、东社（今大伙房水库淹没区）、救兵台、阁老沟（今石文镇阁老村）等据点的防务；
- 第3旅在后方补充兵员训练。

东北民主联军中路前线指挥所由辽东军区司令员肖劲光、政委肖华、副司令员陈伯钧，副政委兼政治部主任唐天际、参谋长解方组成，针对抚顺地域的第207师的进攻部署：
- 第三纵队仍驻开原附近，继续迷惑敌人，使敌不能全力对抗四纵队。
- 第四纵队司令员胡奇才、政委彭嘉庆、副司令员韩先楚、副政委兼政治部主任欧阳文、参谋长李福泽指挥进攻第207师的战斗
  - 第十师负责歼灭关门山之敌，十师指挥所在榆树沟，负责指挥营盘战斗。
    - 第十师第二十八团与第十二师第三十六团负责围歼营盘之敌；
    - 第十师第三十团占领大东沟、三家子（今属哈达镇），江南河村（今被大伙房水库淹没）一线，准备打东社援敌；
    - 第十师第二十九团集结在石灰窑子（位于营盘以北），准备临时参加打援；

  - 第十二师（欠第三十六团）保护十师、二十八师两侧安全，师部驻下哈达
    - 第三十五团在山城堡（属大柳乡）、公家寨子（今大柳乡公家村）、两家子（属大柳乡）一线
    - 第三十六团在上、下年马洲和上、下哈达一线（均位于营盘以北的哈达镇）
- 第十纵队第二十八师包围下章党之敌，能单独歼灭则单独歼灭，不能单独歼灭则待解决营盘之后，协同歼灭
- 辽东军区独立第二师负责围歼南杂木、二伙洛（位于营盘以东）之敌
- 李红光支队第三团佯攻营盘，协同二十八团三十六团围歼营盘之敌

10月16日第四纵队第十师第28、第29团，第十二师第36团从东西南三面围攻抚顺营盘村。207师第一团团长许万寿上校，率领营长曾天曙、王富仁等两营，防守该地。10月18日晨发起总攻，10月19日突破防御体系。战至第七日，罗友伦率领师主力和第52军第195师赴援解围，自抚顺发起攻击，空军掩护，一日之间，进展七十华里，连破敌之阻援部队，到达营盘，与守军会师。第二营营长王富仁，第一连连长朱世和、机枪二连连长欧阳年、第八连连长马天福等四员阵亡，伤亡官兵一千五百余人，其中大多为东北第二期青年兵。毙伤共军不下万余。《四野阵中日志》记载：10月17日东北民主联军第4纵第10、第12师，第10纵第28师，辽南独2师及李红光支队奉东总命令攻击抚顺以东之下哈达、营盘、下章党、南杂木地区之国军第207师，新六军第169师上午增援抚顺。4纵12师36团3营教导员韩大光（山东威海人，烈士牺牲经过见《胶东子弟兵》下册第197页，36团团长江海同志的回忆文章）在内的数百人牺牲。 
1947年11月初，第四纵队第十旅，附炮数门，进攻本溪外围据点歪头山，守军为第二团的一个加强连，以车站为核心据点，苦守十四昼夜，被解围获救，全连仅剩战士二十余名，连长孙超双目失明，四肢冻伤成残。

1947年12月底的东北冬季攻势中，东北民主联军在辽河以北地区集结兵力。207师奉命以一个旅进出万金台、老边，以掩护第九兵团主力之作战。12月26日晨，第四、第六等两个纵队，发起猛烈攻击，激战三昼夜，万金台西北角阵地被突破，第六团第二营营长胡秀峰阵亡。共军集中兵力攻击团指挥所，团长蔡岳阵亡。
1948年4月207师扩编为第六军，辖207师三旅九个团、第195师三个团，及两个守备总队，罗友伦兼任沈阳区防守副司令官、沈阳城防司令、陆军官校第三军官训练班主任等职。第207师为扩大情报机构，师参谋处二科扩大为二处，将原二科所属两个情报队改编为独立大队(便衣总队，对内仍称情报大队)。队部设有保防、特情、反间三个系和一个督察组；当时下辖三个中队，活动于沈阳、抚顺、本溪等地。第六军军部及第一九五师驻防在沈阳，第二〇七师的第二、第三等两个旅驻防在抚顺，第一旅（欠一个团）驻防在本溪。207师决心扫荡抚顺周边之敌，以第2旅旅长王启瑞少将，指挥所属第四、五、六团，及第一团、师炮兵团、师搜索营、师突击大队、师通信营之一部，以秘密迅速之夜行军，奇袭白旗寨附近之辽宁军区独立第一师。
1948年9月，罗友伦以胃溃疡离开沈阳到北平住院，辞去所有军职，由戴朴接任。遼瀋戰役时廖耀湘奉命集结兵力(其中包括207师笫三旅)南下给锦州解围，在辽西被全歼。沈陽仅剩207师第一、第二两个旅及第53军等部队。一旅原驻本溪、二旅原驻抚顺，奉命集中沈陽，一旅驻皇姑屯、二旅驻东大营。沈阳解放时只是东大营一带及皇姑屯附近207师稍作过抵抗。
1948年12月第207师分散逃出的3000余人为基干在上海招兵重建该师，再撤退到台灣。。1952年11月与第363师并编为第69师。师长王启瑞/周中峰（1950年7月）。

## 编制
- 师长方先觉／罗友伦（1945年4月）/戴朴（1948年7月）
- 第1旅，旅长傅宗良/陈大云（1947年12月）/李定一（1948年7月）
  - 第1团 团长李定一/许万寿
  - 第2团
  - 第3团
- 第2旅，旅长张越群/王启瑞（1948年7月）
  - 第4团（原为第2旅第3团，在三源浦被歼灭）团长张勋
  - 第5团
  - 第6团
- 第3旅（1947年7月扩编），旅长刘少峰/许万寿（1948年7月）
  - 第7团
  - 第8团
  - 第9团
- 师直属炮兵团，团长何树立
- 师直属工兵营：营长周民强